# The Good Life (EP)
The Good Life es un EP de la banda de power pop Weezer, el cual fue lanzado en 1996. Ese mismo año Weezer saco a la venta su segundo disco de estudio Pinkerton, tan sólo un mes después se elabora este EP que contenía dos versiones acústicas de canciones que se habían grabado en el LP, así como dos b-sides, dentro de los cuales Rachel Haden, de That Dog y The Rentals, colaboró con su voz en "I Just Threw Out the Love of My Dreams". 

## Canciones
Todas las canciones fueron escritas por Rivers Cuomo.
| #  | Título                                       | Duración |
| -- | -------------------------------------------- | -------- |
| 1. | "The Good Life" (versión LP)                 | 4:19     |
| 2. | "Waiting On You"                             | 4:13     |
| 3. | "I Just Threw Out the Love of My Dreams"     | 2:39     |
| 4. | "The Good Life" (versión acústica - En vivo) | 4:40     |
| 5. | "Pink Triangle" (versión acústica - En vivo) | 4:26     |

## Créditos
- Rivers Cuomo – vocalista, guitarrista
- Brian Bell – guitarrista, coro
- Matt Sharp – bajista, coro
- Patrick Wilson – baterista
- Rachel Haden – vocalista en "I Just Threw Out the Love of My Dreams"
- Weezer – producción
- Jack Joseph Puig – mezcla
- Adam Casper – mezcla
- Joe Barresi – ingeniero de audio
- Gene Kirkland – Fotografía

- Datos: Q2301996